# Card de debit

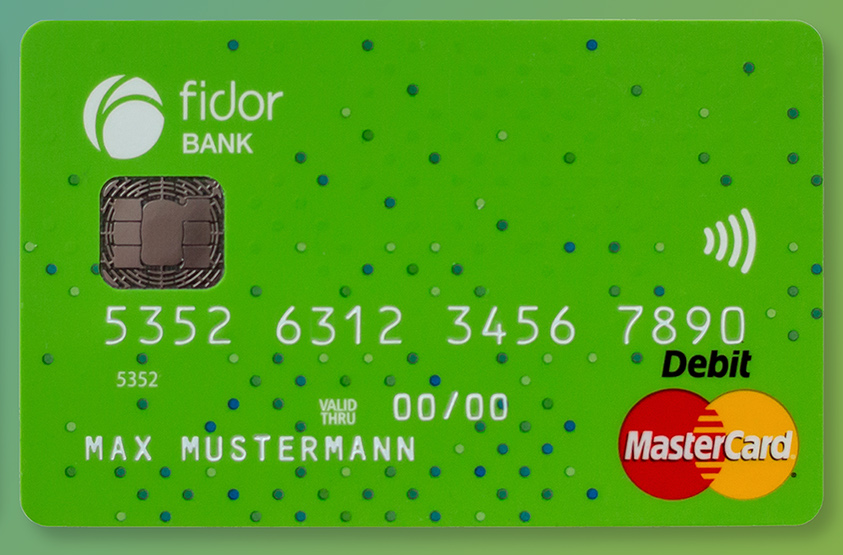
Un card de debit

Cardul de debit este un card de plată care poate fi folosit în locul numerarului pentru a face achiziții. Cardul constă de obicei din numele băncii, un număr de card, numele titularului cardului și o dată de expirare. Multe carduri noi au un cip, care permite utilizarea contactless sau prin introducerea unui PIN. Spre deosebire de cardul de credit, pentru efectuarea unei plăți cu un card de debit, banii trebuie să fie disponibili în contul bancar al titularului în momentul achiziției și sunt transferați către contul comerciantului.
Unele carduri de debit sunt carduri preplătite, cu o sumă stocată pentru efectuarea plății. De asemenea, există carduri virtuale, folosite exclusiv pentru plăți pe internet, fără a exista un card fizic.
În multe țări, cardurile de debit au depășit cecurile ca volum de tranzacții și au înlocuit, în anumite cazuri, plățile în numerar. De asemenea, cardurile de debit permit retrageri instantanee de numerar, având funcționalitatea unui card ATM. În general, există limite zilnice privind suma ce poate fi retrasă. Majoritatea cardurilor de debit sunt din plastic, dar există și carduri din metal sau, mai rar, din lemn.
1. Sigla băncii emitente
2. chip EMV⁠(d) (opțional)
3. Hologramă
4. Numărul cardului (poate varia ca lungime, dar de obicei este de 16 cifre, cu ultimele 4 cifre unice)
5. Sigla mărcii cardului
6. Data de expirare
7. Numele titularului cardului

1. Bandă magnetică
2. Panou pentru semnătură
3. Codul de securitate al cardului (CVV)

Fața unui card de debit tipic:

Un exemplu de revers al unui card de debit tipic:

Cele cinci rețele majore de carduri de debit sunt UnionPay, American Express, Discover, Mastercard și Visa. În prezent, există trei moduri prin care tranzacțiile cu carduri de debit sunt procesate:
- Debit online (sau debit cu pin)
- Debit offline (sau debit cu semnătură)
- Portofel electronic

Un card fizic poate include funcțiile tuturor celor trei tipuri, astfel încât poate fi utilizat în diferite situații.

### Sistem de debit online
Cardurile de debit online necesită autorizarea electronică a fiecărei tranzacții, iar debitele sunt reflectate imediat în contul utilizatorului. Tranzacția poate fi securizată suplimentar prin autentificarea cu numărul de identificare personală (PIN); unele carduri online necesită o astfel de autentificare pentru fiecare tranzacție, devenind astfel carduri ATM îmbunătățite.
O dificultate în utilizarea cardurilor de debit online este necesitatea unui dispozitiv de autorizare electronică la punctul de vânzare (POS) și, în unele cazuri, a unui PINpad separat pentru introducerea codului PIN.

### Sistem de debit offline
Cardurile de debit offline sunt carduri care nu necesită o conexiune electronică instantanee la contul bancar al utilizatorului pentru a autoriza tranzacția. În loc să verifice soldul în timp real, tranzacția este autorizată pe baza semnăturii utilizatorului, iar suma va fi retrasă din contul său într-un interval de timp ulterior, de obicei în decurs de 1-2 zile lucrătoare.
Aceste carduri sunt utilizate frecvent în locuri unde nu există o conexiune imediată la internet sau în zone unde procesarea tranzacțiilor online nu este posibilă. De obicei, ele sunt preferate în mediile comerciale care au un volum mare de tranzacții rapide și nu necesită autorizarea instantanee a fiecărei operațiuni. Tranzacțiile offline pot fi mai lente decât cele online, iar riscul de fraudă poate fi mai mare, deoarece nu există un control în timp real asupra fondurilor disponibile.

### Sistem de portofel electronic
Cardurile cu portofel electronic sunt carduri preplătite care permit utilizatorilor să stocheze valoare direct pe cipul cardului, în loc să depindă de un cont bancar extern. Aceste carduri funcționează pe baza unui sistem în care banii sunt încărcați anticipat, iar utilizatorul poate efectua plăți sau tranzacții până soldul cardului se epuizează. Ele sunt adesea utilizate pentru tranzacții de mică valoare, cum ar fi plata transportului public, achiziționarea de bunuri sau servicii sau chiar ca alternativă pentru plăți online. Spre exemplu cardurile de transport public pot folosi un astfel de sistem sau cardurile cadou.

## Protecția consumatorului
În unele țări, precum India și Suedia, protecția consumatorilor este aceeași, indiferent de rețeaua utilizată. Unele bănci stabilesc limite minime și maxime pentru achiziții, mai ales în cazul cardurilor destinate exclusiv tranzacțiilor online. Totuși, acest lucru nu are legătură cu rețelele de carduri, ci mai degrabă cu evaluarea băncii privind vârsta și istoricul de credit al titularului. Oricare ar fi comisioanele aplicate de bancă, acestea sunt aceleași, indiferent dacă tranzacția este procesată ca plată cu card de debit sau cu card de credit, astfel încât nu există un avantaj pentru clienți să aleagă un tip de tranzacție în locul altuia. Magazinele pot aplica suprataxe pentru produsele sau serviciile vândute, în conformitate cu legislația care le permite acest lucru. Băncile consideră că o achiziție a fost realizată în momentul în care cardul a fost scanat, indiferent de momentul în care tranzacția este efectuată efectiv. Indiferent de tipul de tranzacție folosit, achiziția poate duce la un descoperit de cont, deoarece se consideră că banii au părăsit contul în momentul efectuării tranzacției.
În conformitate cu reglementările financiare și bancare din Singapore, toate cardurile de credit și de debit emise în această țară, cu bandă magnetică Visa sau MasterCard, sunt dezactivate automat pentru utilizarea în afacerea internațională. Aceasta măsură are rolul de a preveni activitățile frauduloase și de a proteja titularii de carduri. Dacă utilizatorii doresc să folosească cardul pentru tranzacții internaționale, trebuie să activeze opțiunea de utilizare a cardului în afacerea internațională.

## Conturilor bancare fără comisioane mandatate de guvern
În ianuarie 2016, guvernul Regatului Unit a introdus o cerință ca băncile să ofere conturi bancare de bază fără comisioane pentru toți.
Începând cu anul 2019, România a introdus un sistem prin care băncile sunt obligate să ofere conturi de bază fără comisioane. Aceste conturi sunt destinate să asigure un acces minim la serviciile financiare esențiale, precum depozitele și plățile.
Conturile bancare de bază sunt prevăzute să fie accesibile, fără taxe de deschidere și de administrare, iar acestea trebuie să fie disponibile indiferent de statutul financiar al clientului. Autoritățile reglementează și stabilirea unor costuri reduse pentru tranzacțiile de zi cu zi.

## Achizitii pe internet
Cardurile de debit pot fi utilizate și pentru tranzacții online, cu sau fără utilizarea unui PIN. Tranzacțiile online pot fi efectuate fie în mod online, fie offline. Magazinele care acceptă carduri exclusiv pentru tranzacții online sunt mai rare în unele țări (precum Suedia), în timp ce sunt comune în altele (precum Țările de Jos). De exemplu, PayPal permite utilizarea unui card Maestro doar pentru tranzacții online dacă clientul introduce o adresă de reședință olandeză, dar nu și în cazul în care aceeași persoană introduce o adresă suedeză.
Achizițiile online pot fi autentificate prin introducerea unui cod PIN de către consumator, dacă comerciantul a activat un sistem de autentificare PIN securizat. În acest caz, tranzacția se realizează în modul debit. În caz contrar, tranzacțiile pot fi efectuate fie în modul de credit, fie în modul debit (acesta din urmă fiind uneori, dar nu întotdeauna, menționat pe chitanță). Aceste moduri nu depind de faptul că tranzacția a fost realizată online sau offline, deoarece atât tranzacțiile de credit, cât și cele de debit pot fi efectuate în ambele moduri.

## Carduri de debit din întreaga lume
În unele țări, băncile percep o taxă mică pentru fiecare tranzacție efectuată cu cardul de debit. În alte țări (precum Noua Zeelandă și Marea Britanie), comercianții suportă toate costurile, iar clienții nu sunt taxați. Mulți oameni folosesc cardurile de debit pentru toate tranzacțiile, indiferent de valoarea acestora. Unii comercianți (în special cei mici) refuză să accepte carduri de debit pentru tranzacții mici, deoarece plata taxei de tranzacție ar putea absorbi marja de profit, făcând tranzacția neeconomică pentru retailer.
Există și companii care nu acceptă deloc plăți cu cardul, chiar și într-o eră în care utilizarea numerarului este în scădere. Acest lucru se întâmplă din diverse motive, inclusiv pentru a evita plata taxelor de către întreprinderile mici.

### Ungaria
În Ungaria, cardurile de debit sunt mult mai comune și mai populare decât cardurile de credit. Mulți unguri se referă chiar și la cardul lor de debit („betéti kártya”) folosind greșit termenul pentru card de credit („hitelkártya”). Totuși, expresia cel mai frecvent utilizată este pur și simplu „card bancar” („bankkártya”).